# Kalter Wangen
Der Kalte Wangen ist ein 670,9 m ü. NHN hoher Berg auf einem Ausläufer des Randen, bzw. des Kleinen Randen im Landkreis Waldshut im Klettgau.

## Lage und Beschreibung
Der Kalte Wangen liegt zwischen Stetten und Grießen. An seiner Flanke liegt die Landstraße 161a, auf der von 1967 bis 1988 das Bergrennen Kalter Wangen stattfand. Während das Bergrennen als sicher galt ereignen sich im „Normalverkehr“ immer wieder schwere Unfälle. Der Name verweist auf die raue Wetterlage der „Wange“, die dort insbesondere im Winter den von Westen eintreffenden Stürmen ausgesetzt ist. Vom Berg und der Umgebung aus bietet sich bei klarer Witterung eine Alpensicht. Auf dem benachbarten Wannenberg steht der Sender Wannenberg.

## Geologie
An der Landstraße von Grießen zum Gipfelpunkt sind fossilarme Massenkalke des Malm aufgeschlossen. Sie werden an wenigen Stellen durchzogen von versteinerten Korallenriffen die durch Verwitterung Fossilien wie Korallen, Seeigel u. a. aufweisen. Durch die Kuppe des Kalten Wangen zieht sich eine Schichtstufe der Graupensandrinne, die an der Sandgrube Riedern am Sand erschlossen ist. Die Kuppe selbst ist glazial überformt und mit Nagelfluh überdeckt.

## Karte
- Landesvermessungsamt Baden-Württemberg: Topographische Karte 1:25000